# 민주당 (1955년 대한민국)
민주당(民主黨, 영어: Democratic Party)은 1954년에 있었던 사사오입 개헌 사건을 계기로 민주국민당과 흥사단, 자유당의 탈당파 등 반이승만 세력이 모여, 1955년 9월 18일에 창당되었다.
반이승만이란 기치 아래 여러 집단들이 모인 정당이라 빅텐트적 성격이 있다보니 민주당의 창당 이후, 구 한국민주당, 민주국민당 출신 구파와 자유당 탈당파, 흥사단계 등 신파의 내부적 갈등이 지속되었다.
그래도 빅텐트답게 세력은 제법 커서 1956년 대선 후보 선출 전 곽상훈의 중개로, 대통령 후보에 신익희, 부통령 후보에 장면을 내세워 장면이 부통령에 당선되며 이원집정부제 성격의 연립정부 구성원이 되기도 한다. 다만 제3대 대통령 후보로 나선 신익희는 선거 직전 병으로 사망한다.
1960년 4.19 혁명에 의해 이승만 정권이 퇴진하자 직후 실시한 1960년 7월 29일의 총선에서 크게 승리하여, 윤보선 대통령과 장면 국무총리를 선출하여 제2공화국의 여당이 되었다. 그러나, 구파와 신파간의 분당, 당내 분열 등으로 혼란을 겪다가, 1960년 11월 일당독주는 민주주의에 도움이 되지 않는다는 명분으로 민주당을 탈당한 구파 세력이 신민당을 창당하는 사태가 일어났다.
1961년 5월 발생한 5·16 군사정변 직후 군사정권에 의해서 해산되었다. 1963년 군정이 끝나가며 부활한 민주당은 당초 허정 전 국무총리가 창당을 추진하던 신정당에 합류하였으나, 지도부 구성 등에 관한 갈등 끝에 결국 신정당을 이탈하여 민주당으로 독자 발족하였다. 1965년 민주당은 민정당과 합당하여 민중당으로 재창당된다.

## 구성
- 구파
  - 신익희, 조병옥, 김도연, 김준연. 윤보선, 유진산, 윤제술

- 신파
  - 곽상훈, 장면, 현석호, 오위영, 박순천, 이철승, 정일형

## 역대 지도부
| 대수 | 역대 대표 | 직함         | 임기                                | 비고                    |
| ---- | --------- | ------------ | ----------------------------------- | ----------------------- |
| 1    | 신익희    | 대표최고위원 | 1955년 9월 20일 ~ 1956년 5월 5일    | 서거                    |
| 임시 | 곽상훈    | 임시대표     | 1956년 5월 6일 ~ 1956년 7월 18일    | 임시                    |
| 2    | 조병옥    | 대표최고위원 | 1956년 7월 18일 ~ 1956년 9월 28일   |                         |
| 3    | 조병옥    | 대표최고위원 | 1956년 9월 28일 ~ 1957년 10월 18일  |                         |
| 4    | 조병옥    | 대표최고위원 | 1957년 10월 18일 ~ 1958년 10월 30일 |                         |
| 5    | 조병옥    | 대표최고위원 | 1958년 10월 30일 ~ 1959년 11월 27일 |                         |
| 6    | 장면      | 대표최고위원 | 1959년 11월 27일 ~ 1961년 5월 16일  | 5.16 쿠데타로 정당 해산 |

## 주요 선거 기록

### 대통령 선거
| 연도   | 선거  | 후보자 | 득표  | 득표율         | 결과 | 당락 |
| ------ | ----- | ------ | ----- | -------------- | ---- | ---- |
| 1956년 | 3대   | 신익희 | -표   |                | -    | 사망 |
| 1960년 | 4대   | 조병옥 | -표   |                | -    | 사망 |
| 1960년 | 4대   | 윤보선 | 208표 | \| \| 82.2% \| | 1위  |      |
|        | 82.2% |        |       |                |      |      |

### 부통령 선거
|  | 46.4% |

|  | 17.5% |

### 국회의원 선거
|  | 33.91% |

|  | 34.2% |

|  | 33.91% |

|  | 75.11% |

|  | 41.7% |

|  | 75.11% |

|  | 53.45% |

|  | 38.9% |

|  | 53.45% |

### 지방선거
| 실시년도 | 도지사 | 시장  | 읍장  | 면장     | 도의원  | 시의원  | 읍의원   | 면의원     |
| -------- | ------ | ----- | ----- | -------- | ------- | ------- | -------- | ---------- |
| 1956년   |        |       | 1/30  | 9/544    | 98/437  | 54/416  | 57/990   | 231/16051  |
| 1960년   | 6/10   | 12/26 | 23/82 | 297/1359 | 195/485 | 129/420 | 142/1055 | 2510/15376 |

## 역대 전당대회

### 민주당 발당대회
1955년 9월 19일 민주당 발당대회는 곽상훈 민의원부의장을 대회 임시의장으로 선출하고, 정강정책을 채택한 뒤 지도부 선출을 중앙위에 일임했다.

### 민주당 제1차 중앙위원회
1955년 9월 20일 민주당 제1차 중앙위는 신익희 전 민의원의장을 대표최고위원으로 선출하였다.
| 득표순위 | 이름     | 득표수   | 득표율 | 비고         |
| -------- | -------- | -------- | ------ | ------------ |
| 1        | 신익희   | 234      | 76.7%  | 대표최고위원 |
| 2        | 장면     | 49       | 16.1%  |              |
| 3        | 곽상훈   | 11       | 3.6%   |              |
| 4        | 조병옥   | 6        | 2%     |              |
| 5        | 정일형   | 1        | 0.3%   |              |
| 총투표수 | 총투표수 | 총투표수 | 305    |              |

### 1956년 3월 28일 민주당 전당대회
1956년 3월 28일 민주당 전당대회는 대통령 후보에 신익희 대표, 부통령 후보에 장면 최고위원을 선출하였다.

### 민주당 임시 중앙위원회
1956년 7월 18일 민주당 중앙위는 서거한 신익희 전 대표를 대신해 조병옥 최고위원을 대표로 선출하였다.
| 득표순위 | 이름     | 득표수   | 득표율 | 비고         |
| -------- | -------- | -------- | ------ | ------------ |
| 1        | 조병옥   | 203      | 67.9%  | 대표최고위원 |
| 2        | 곽상훈   | 92       | 30.8%  |              |
| 3        | 장면     | 3        | 1%     |              |
| 4        | 김도연   | 1        | 0.3%   |              |
| 총투표수 | 총투표수 | 총투표수 | 299    |              |

### 민주당 제2차 전당대회
1956년 9월 28일 민주당 전당대회는 대표를 전당대회에서 선출하도록 당헌을 개정한 뒤 조병옥 대표를 대표로 재선출하였다.
| 득표순위 | 이름     | 득표수   | 득표율 | 비고         |
| -------- | -------- | -------- | ------ | ------------ |
| 1        | 조병옥   | 531      | 59.3%  | 대표최고위원 |
| 2        | 곽상훈   | 355      | 39.6%  |              |
| 총투표수 | 총투표수 | 총투표수 | 896    |              |

### 민주당 제3차 전당대회
1957년 10월 18일 민주당 전당대회는 정책요강을 채택하고 조병옥 대표를 대표로 재선출하였다.
| 득표순위 | 이름     | 득표수   | 득표율 | 비고         |
| -------- | -------- | -------- | ------ | ------------ |
| 1        | 조병옥   | 872      | 97.9%  | 대표최고위원 |
| 2        | 곽상훈   | 11       | 1.3%   |              |
| 3        | 장면     | 4        | 0.5%   |              |
| 4        | 민영남   | 1        | 0.1%   |              |
| 5        | 김상돈   | 1        | 0.1%   |              |
| 총투표수 | 총투표수 | 총투표수 | 891    |              |

### 민주당 제4차 전당대회
1958년 10월 30일 민주당 전당대회는 통합선거법 제정과 참의원 구성을 위해 노력하고, 국가보안법과 지방자치법 개악저지에 총력을 다할 것을 결의한 뒤, 조병옥 대표를 대표로 재선출하였다.
| 득표순위 | 이름     | 득표수   | 득표율 | 비고         |
| -------- | -------- | -------- | ------ | ------------ |
| 1        | 조병옥   | 960      | 96.6%  | 대표최고위원 |
| 2        | 장면     | 15       | 1.5%   |              |
| 4        | 곽상훈   | 7        | 0.7%   |              |
| 3        | 백남훈   | 1        | 0.8%   |              |
| 총투표수 | 총투표수 | 총투표수 | 994    |              |

### 민주당 제5차 전당대회
1959년 11월 26일 민주당 정부통령 후보 지명대회는 대통령 후보에 조병옥 대표, 부통령 후보에 장면 부통령을 선출하였다.
| 득표순위 | 이름     | 득표수   | 득표율 | 비고        |
| -------- | -------- | -------- | ------ | ----------- |
| 1        | 조병옥   | 484      | 50.1%  | 대통령 후보 |
| 2        | 장면     | 481      | 49.7%  | 부통령 후보 |
| 총투표수 | 총투표수 | 총투표수 | 966    |             |

이튿날인 11월 27일 전당대회에서는 장면 부통령이 대표로 선출되었다.
| 득표순위 | 이름     | 득표수   | 득표율 | 비고         |
| -------- | -------- | -------- | ------ | ------------ |
| 1        | 장면     | 518      | 53.5%  | 대표최고위원 |
| 2        | 조병옥   | 447      | 46.2%  |              |
| 총투표수 | 총투표수 | 총투표수 | 968    |              |

## 같이 보기
- 제1공화국
- 제2공화국
- 4.19 혁명
- 신익희
- 윤보선
- 조병옥
- 장면
- 더불어민주당